# Binasco
Binasco est une commune italienne de la ville métropolitaine de Milan, dans la région Lombardie.

## Histoire
Du 24 au 26 mai 1796, sur les ordres de Napoléon Bonaparte, la commune fut incendiée et pillée par un détachement du général Lannes pour s'être insurgée contre les Français. La répression fût feroce : population massacrée (une centaine de victimes), des femmes violées, des églises saccagées, des vivres et du bétail dérobés. 
C'est en ce lieu que Bellini situe l'action de son opéra Beatrice di Tenda.

## Administration
| Période                                  | Période | Identité | Étiquette | Qualité |
| ---------------------------------------- | ------- | -------- | --------- | ------- |
|                                          |         |          |           |         |
| Les données manquantes sont à compléter. |         |          |           |         |

### Frazione
Cicognola, S.Giuseppe.

### Communes limitrophes
Zibido San Giacomo, Noviglio, Lacchiarella, Vernate, Casarile.

## Personnalités liées à la commune
- Paule Gambara Costa († 1515), veuve du tiers-ordre franciscain. Béatifiée en 1857[4].
- La bienheureuse Véronique de Milan ou de Binasco (vers 1445 - 1497).

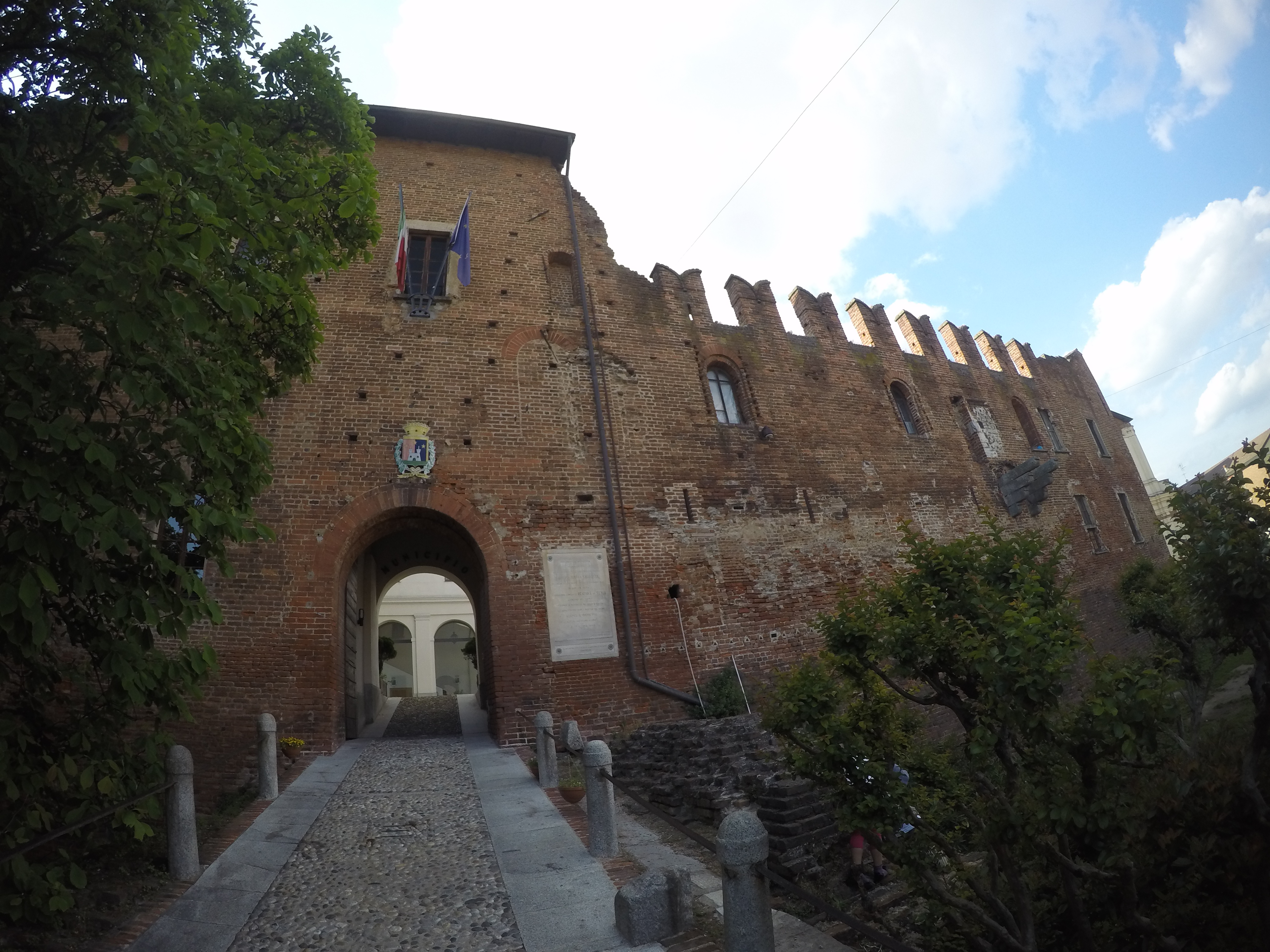
Le château Visconti.